# Червоний Степ (Берестинський район)
Червоний Степ — село в Україні, у Берестинському районі Харківської області. Населення становить 113 осіб. Орган місцевого самоврядування — Лигівська сільська рада.
Після ліквідації Сахновщинського району 19 липня 2020 року село увійшло до Красноградського (Берестинського) району.

## Географія
Село Червоний Степ знаходиться на відстані 5 км від річки Оріль (лівий берег). Примикає до села Тарасівка. У селі бере початок Балка Дехтярка. Поруч проходить автомобільна дорога Р79.

## Історія
- В списках населених місць Харківської губернії 1859 року в хуторі Романенків (Червоний Степ) Зміївського повіту в 3 дворах проживало 20 жителів.
- 1920 — офіційна дата заснування села.
- 22 червня 2023 року рішенням №230 Національної комісії зі стандартів державної мови віднесено до списку населених пунктів, які «можуть не відповідати лексичним нормам української мови», зокрема стосуватися «російської імперської чи колоніальної політики». Громаді рекомендовано обґрунтувати доцільність збереження поточної назви або запропонувати нову назву в установленому законодавством порядку.[2]

## Економіка
- Молочно-товарна ферма.
- Фермерське господарство «Бджілка».

## Відомі люди
Уродженцем села є Рубан Сергій Юрійович — директор Інституту розведення і генетики тварин Української академії аграрних наук.